# Александрс Старковс
Александрс Старковс (латис. Aleksandrs Starkovs), також відомий як Олександр Петрович Старков (рос. Александр Петрович Старков), (*26 липня 1955, Мадона, СРСР) — латвійський футбольний тренер, головний тренер азербайджанського футбольного клубу «Баку» та національної збірної Латвії. В минулому — латвійський радянський футболіст, нападник футбольного клубу «Даугава».
Лауреат Ювілейної нагороди УЄФА як найвидатніший латвійський футболіст 50-річчя (1954—2003).

## Кар'єра гравця
Починав грати у футбол в команді РПІ з рідного містечка Мадона. 1976 року приєднався до складу ризького футбольного клубу «Даугава», який виступав у першій лізі чемпіонату СРСР, однак того ж року понизився у класі до другої ліги.
1978 року перебував у Москві, у розпорядженні місцевого «Динамо», однак пробитися до основного складу команди не зміг і повернувся до Риги. У складі «Даугави» грав у другій лізі союзної першості, а у 1981 році допоміг команді повернутися до першої ліги. 1985 року разом з «Даугавою» виграв розіграш першої ліги, однак команда не змогла пробитися до елітного дивізіону радянського чемпіонату, зайнявши останнє, 4-те місце у перехідному турнірі, і продовжила виступи у першій лізі. Закінчив футбольну кар'єру по завершенні сезону 1989 року.

## Тренерська діяльність
Закінчив Вищу тренерську школу. По завершенні виступів на полі залишився у «Даугаві» як помічник головного тренера (з 1990). Перший досвід роботи на позиції головного тренера здобував у молодіжній збірній команді Латвії, яку очолював протягом 1992—1994. Паралельно 1993 року прийняв керівництво ризькою командою «Сконто», незмінним чемпіоном Латвії у 1990-х та на початку 2000-х років. У ці року «Сконто» 13 разів поспіль виборював золоті нагороди чемпіонату, у тому числі 12 разів — під керівництвом Старковса.
Одночасно з роботою у клубі з 1995 року входив до тренерського штабу національної збірної Латвії, з 2001 року — як головний тренер. Під керівництвом Старковса збірна досягла свого найбільшого успіху — подолала кваліфікаційний турнір до чемпіонату Європи 2004 року. Латвійська команда посіла друге місце у своїй відбірковій групі, а згодом досить неочікувано подолала за сумою двох матчів плей-оф збірну Туреччини. Безпосередньо під час фінального турніру Євро-2004 у Португалії латвійці вибули зі змагання вже на груповій стадії, записавши собі до активу лише нічию у грі проти збірної Німеччини.
Успіхи Старковса на тренерських містках «Сконто» і національної збірної привернули інтерес керівництва московського «Спартака», яке по завершенні Євро-2004 запросило тренера до себе. Старковс залишив свої позиції у клубі та збірній і переїхав до Москви. 2005 року привів «Спартак» до другого місця у чемпіонаті Росії, однак вже наступного, 2006 року команда невдало стартувала у чемпіонаті, а у Старковса виник конфлікт з гравцями команди, у результаті чого тренер був змушений залишити клуб.
2007 року повернувся до керівництва збірною Латвії, а перед початком сезону 2010 року повернувся й на тренерський місток «Сконто», якому за 5 сезонів відсутності Старковса жодного разу не вдалося виграти національний чемпіонат. Повернення Старковса перервало цю невдалу смугу в історії клубу, і за результатами сезону 2010 року тренер виборов свій 13-й чемпіонський трофей зі «Сконто».
Втім вже у січні 2011 року тренер знову залишив «Сконто» та очолив команду азербайджанського футбольного клубу «Баку». При цьому Старковс продовжує бути головним тренером національної збірної Латвії.

## Досягнення та нагороди
- Найвидатніший латвійський футболіст 50-річчя (1954—2003)
- Переможець турніру першої ліги чемпіонату СРСР: 1985

Як головного тренера «Сконто»:
- Чемпіон Латвії (13): 1993, 1994, 1995, 1996, 1997, 1998, 1999, 2000, 2001, 2002, 2003, 2004, 2010;
- Володар Кубка Латвії (6): 1995, 1997, 1998, 2000, 2001, 2002